# Diogmites craveri
Diogmites craveri är en tvåvingeart som först beskrevs av Luigi Bellardi 1861.  Diogmites craveri ingår i släktet Diogmites och familjen rovflugor. Inga underarter finns listade i Catalogue of Life.